# Скадовский морской торговый порт
Скадо́вский морско́й торго́вый по́рт — морской торговый порт, расположенный на берегу Джарылгачского залива Чёрного моря в городе Скадовск (Херсонская область). Управляется Администрацией Скадовского морского торгового порта — филиал предприятия Администрация морских портов Украины под руководством Министерства инфраструктуры Украины. Порт включает Хорловский морской торговый пункт, ранее Генический портопункт (переведён по руководство Бердянского порта 8 июня 2001 года).

## История
Началом истории порт считается 7 июля 1894 года — прием судна в Скадовск для загрузки зерна.
29 ноября 1957 года портопункт Херсонского порта был преобразован в самостоятельный Скадовский порт.
В 1998 году порт получил статус международного и начал принимать международные суда. Налажено паромное сообщение с Турцией (Скадовск — Стамбул, Скадовск — Зонгулдак — Скадовск) и Грузией. В период 1997—2003 года было осуществлено 1200 иностранных судно-заходов. В 2014 году было прекращено международное паромное сообщение, после Аннексии Крыма Российской Федерацией, но в 2023 году восстановлено после присоединения в 2022 году Херсонской, Запорожской, Луганской и Донецкой областей к Российской Федерации.

## Описание
Площадь порта — 11,12 га. Длина причальной линии составляет 800 м с 1 грузовым районом и 6 причалами (действует три). Порт имеет два крытых склада на причале № 3: склад для хранения генеральных грузов площадью 448 м², емкостью 3538 м³; зерновой склад площадью 1798 м², емкостью 9967 м³. На южном причале (№6) есть лицензионный склад площадью 515,3 м², емкостью 3538 м³. На причалах есть открытые складские площадки общей площадью 10 324 м². Количество работников — около 200
Деятельность:
1. разгрузочно-нагрузочные работы
2. паромное сообщение с портами Чёрного и Средиземного морей
3. нагружение на судна грузов (зерно, лесоматериалы, металлолом)
4. добыча морского песка
5. морские буксирные услуги

Флот порта:
1. теплоход «С. Скадовський» (1200 лошадиных сил),
2. буксир-швартовщик «Інженер Капустін», (315 л. с.),
3. буксир-швартовщик «Скадовськ» (315 л. с.),
4. пожарный катер «Стійкий» (225 л. с.),
5. нефтемусоросборщик НМС-16, (135 л. с.),
6. лоцманский катер «Альбатрос» (150 л. с.).